# ساسيتزوماب جوفيتكان
ساسيتزوماب جوفيتكان، الذي يُباع تحت الاسم التجاري تروديلفي ، هو دواء يستخدم لعلاج سرطان الثدي الثلاثي السلبي و سرطان الظهارة البولية.   يستخدم على وجه التحديد في الحالات التي انتشر فيها السرطان و فشلت العلاجات الأخرى.  و يعطى عن طريق الحقن في الوريد. 
تشمل الآثار الجانبية الشائعة له: الغثيان،و انخفاض العدلات ، و الإسهال، و التعب ، و انخفاض خلايا الدم الحمراء ، و القيء، و فقدان الشعر ، و الإمساك ، و انخفاض الشهية ، و الطفح الجلدي، و آلام البطن.  قد تشمل الآثار الجانبية الأخرى :العقم و الحساسية المفرطة.  الاستخدام أثناء الحمل أو الرضاعة الطبيعية قد يضر بالطفل الرضيع.  وهو عبارة عن جسم مضاد موجه لـ TROP-2 مرتبط بمثبط التوبويزوميراز.  
ووفق على ساسيتزوماب جوفيتكان للاستخدام الطبي في الولايات المتحدة في عام 2020.  اعتبارًا من عام 2021، فهو غير متوفر في أوروبا بسبب نقص العرض.  يكلف حوالي 310.500 دولار أمريكي سنويًا اعتبارًا من عام 2021 لشخص وزنه 70 كجم. 